# Hyttjärnen (Karbennings socken, Västmanland)

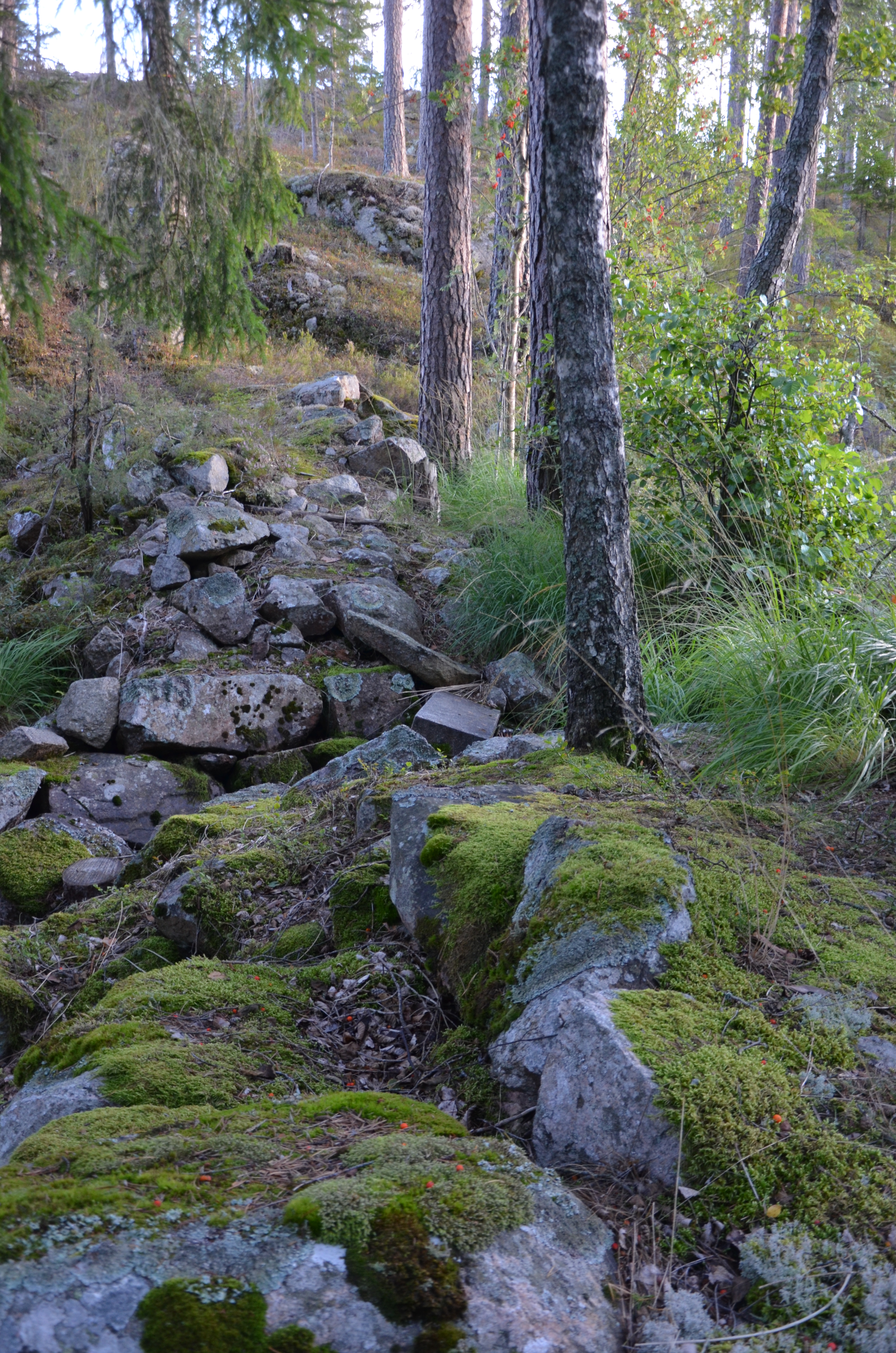
Rester av en medeltida hyttdamm vid Hyttjärn

Hyttjärnen är en sjö i Norbergs kommun i Västmanland som ingår i Norrströms huvudavrinningsområde. Sjön är 9,2 meter djup, har en yta på 0,05 kvadratkilometer och befinner sig 113 meter över havet.
Hyttjärn avvattnar genom Hyttjärnsbäcken till Mörttjärnen till Bågen, vilken i sin tur avvattnar genom Svartån.